# Piedra rúnica de Gårdstånga
La piedra rúnica de Gårdstånga (DR 331) es una piedra rúnica ubicada en Runstenshögen («el túmulo de piedras rúnicas») en Lundagård, en la ciudad sueca de Lund.
La piedra fue descubierta en 1867 en el muro de la iglesia de Gårdstånga. Fue enviada en 1868 a Lund junto con la piedra rúnica DR 330, descubierta al mismo tiempo. El último signo de la inscripción no es una runa, pero ha sido interpretado como el martillo de Thor, y en ese caso se trataría de una manifestación pagana en contra de la fe cristiana recién llegada.
Otras piedras rúnicas o inscripciones conservadas que representan el martillo de Thor incluyen las piedras rúnicas U 1161 en Altuna, Sö 86 en Åby, Sö 111 en Stenkvista, Vg 113 en Lärkegapet, Öl 1 en Karlevi, DR 26 en Laeborg, DR 48 en Hanning, y DR 120 en Spentrup.

## Inscripción
La base de datos Rundata facilita el texto original en caracteres latinos, la transcripción al nórdico antiguo en los dialectos sueco y danés y la traducción al inglés, donde los nombres propios aparecen en dialecto islandés y noruego.
Inscripción transliterada
asur · sati × stina × þisi : iftiR ¶ tuba: ?
Transcripción al nórdico antiguo
Assur satti stena þæssi æftiR Tobba (?)
Traducción al español
«Ôzurr colocó estas piedras en memoria de Tobbi».